# Hispalinux
Hispalinux es una asociación española, sin ánimo de lucro, de usuarios de GNU/Linux. Fue fundada el 20 de junio de 1997.
Los fines principales de esta asociación son:
- La divulgación y promoción del sistema operativo GNU/Linux en español.
- El apoyo y organización a usuarios y desarrolladores de GNU/Linux en España.
- La promoción del software libre.

La asociación comenzó con la idea de dar un estatus legal al intento de unas pocas personas de ayudar a dar a conocer el sistema GNU/Linux en su mismo idioma a través del proyecto LuCAS (Linux en Castellano). De este modo se convirtió en un hervidero de actividades de promoción, difusión y creación de software libre.
Hispalinux no es una asociación de empresas, ni está mediatizada por intereses de ningún tipo, comerciales y/o financieros. En la actualidad, se ha convertido en un referente en el mundo hispano, siendo la mayor asociación tecnológica en español.

## Presidentes
Hispalinux fue, en el momento de su fundación, presidida por Luis Colorado. Posteriormente ha sido presidida por Juan Tomás García (1997-2007) y Jorge Fuertes (2007-2009), siendo José María Lancho el actual presidente electo que fue investido en asamblea el 18 de abril de 2009.

## Sede
La sede de Hispalinux se trasladó a Zaragoza aprovechando un local cedido por el Ayuntamiento de la ciudad a la asociación. La dirección es C/ San Blas 104, 50003 Zaragoza.